# Peter W. Galbraith
Pour les articles homonymes, voir Galbraith.
Peter W. Galbraith, né le 31 décembre 1950, est un auteur américain, universitaire, commentateur, conseiller politique et ancien diplomate.
À la fin des années 1980 et au début des années 1990, il contribue à mettre au jour l'attaque chimique de Saddam Hussein contre les Kurdes à Halabja. De 1993 à 1998, il est le premier ambassadeur des États-Unis en Croatie, période durant laquelle il est co-médiateur de l'accord d'Erdut de 1995 qui met fin à la guerre d'indépendance croate. Il fait partie du premier gouvernement de transition du Timor oriental et négocie avec succès le traité de la mer de Timor. En tant qu'auteur et commentateur, Galbraith est un défenseur de longue date du peuple kurde, et plaide en faveur d'une « partition » de l'Irak en trois parties, permettant l'indépendance du Kurdistan. À partir de 2003, Galbraith agit en tant que conseiller du gouvernement régional du Kurdistan dans le nord de l'Irak, contribuant à influencer le processus de rédaction de la Constitution irakienne en 2005 ; il est par la suite critiqué pour ne pas avoir entièrement divulgué les intérêts financiers liés à ce rôle,. En 2009, Galbraith est nommé représentant spécial adjoint des Nations unies pour l'Afghanistan, où il contribue à révéler la fraude électorale ayant eu lieu lors de l'élection présidentielle afghane de 2009, avant d'être licencié à la suite d'un différend sur la manière de gérer cette fraude.
Galbraith est un élu démocrate au Sénat du Vermont pour le Comté de Windham de 2011 à 2015, et est candidat au poste de gouverneur du Vermont en 2016 (en). Il est président du conseil d'administration du Centre pour le contrôle des armes et la non-prolifération, la branche recherche du Council for a Livable World (en).

## Jeunesse et formation
Galbraith est né à Boston dans le Massachusetts, il est le fils de John Kenneth Galbraith, l'un des principaux économistes du XXe siècle, et de Catherine Galbraith (en) (née Catherine Merriam Atwater). Il est le frère de l'économiste James K. Galbraith. Galbraith a fréquenté la Commonwealth School (en). Il a obtenu un A.B. au Harvard College, un M.A. à l'Université d'Oxford et un J. D. au Georgetown University Law Center (en).

## Carrière

### Carrière académique
Galbraith est professeur assistant d'études sociales au Windham College (en) à Putney, dans le Vermont, de 1975 à 1978. Il est ensuite professeur de stratégie de sécurité nationale au National War College en 1999 et entre 2001 et 2003. Il est membre honoraire du St. Catherine's College de l'Université d'Oxford. Il est membre du conseil d'administration de l'Université américaine du Kurdistan (en) à Dohuk depuis sa création en 2014.

### Comité des affaires étrangères du Sénat des États-Unis
Galbraith est membre du comité des affaires étrangères du Sénat des États-Unis de 1979 à 1993. En tant que collaborateur, il rédige plusieurs rapports sur l'Irak et s'intéresse particulièrement au Kurdistan irakien, la région kurde de l'Irak. Galbraith contribue à la découverte de la destruction systématique des villages kurdes par Saddam Hussein et de l'attaque chimique d'Halabja, après s'être rendu sur place en 1987 et 1988,,. Galbraith rédige le Prevention of Genocide Act of 1988, qui aurait imposé des sanctions globales à l'Irak en réponse au gazage des Kurdes. Le projet de loi est adopté à l'unaniimité par le Sénat et par la Chambre dans une version « édulcorée », mais l'administration Reagan l'a jugé « prématuré » et il n'est pas entré en vigueur,.
Pendant le soulèvement kurde en 1991, Galbraith se rend dans le nord de l'Irak tenu par les rebelles et échappe de peu à la capture par les forces de Sadam Hussein lorsqu'elles reprennent la région. Ses récits ont permis d'enregistrer et de rendre publiques les attaques contre la population civile kurde et ont contribué à la décision de créer un « sanctuaire » pour les Kurdes dans le nord de l'Irak. En 1992, les partis kurdes ont remis à Galbraith 14 tonnes de documents de la police secrète irakienne capturés dans le nord de l'Irak et détaillant les atrocités commises à l'encontre des Kurdes. Galbraith participe au transport aérien des documents vers les États-Unis, où il les déposent dans les dossiers de la commission sénatoriale des affaires étrangères aux archives nationales. Le travail de Galbraith au Kurdistan irakien est abordé dans le livre de Samantha Power, lauréat du Prix Pulitzer, intitulé A Problem from Hell (en).

### Ambassadeur de Croatie
En 1993, le président Bill Clinton nomme Galbraith premier ambassadeur des États-Unis en Croatie (en). Galbraith participe activement aux processus de paix en Croatie et en Bosnie. Il est l'un des trois auteurs du « plan Z-4 (en) », une tentative de négocier une solution politique à la guerre d'indépendance croate. Galbraith et le médiateur de l'ONU Thorvald Stoltenberg mènent ensuite des négociations qui aboutissent à l'accord d'Erdut, qui met fin à la guerre en prévoyant la réintégration pacifique de la Slavonie orientale tenue par les Serbes au sein de la Croatie. De 1996 à 1998, Galbraith est président de facto de la commission internationale chargée de surveiller la mise en œuvre de l'accord d'Erdut. Galbraith contribue à la conception et à la mise en œuvre de la stratégie qui met fin à la guerre croato-musulmane de 1993-1994, et participe à la négociation de l'accord de Washington qui établit la fédération de Bosnie-et-Herzégovine,,.
Pendant les années de guerre, l'ambassadeur Galbraith est responsable des programmes humanitaires américains en ex-Yougoslavie et des relations des États-Unis avec la mission de maintien de la paix FORPRONU dont le siège se trouvait à Zagreb. Les interventions diplomatiques de Galbraith facilitent l'acheminement de l'aide humanitaire vers la Bosnie et permettent la libération, en 1993, de plus de 5 000 prisonniers de guerre détenus dans des conditions inhumaines par les forces croates bosniaques. À partir de 1994, sur instruction du président Clinton, Galbraith est tacitement autorisé a envoyé des armes en Bosnie via la Croatie, en violation d'un embargo sur les armes (en) des Nations unies. Cette politique suscite une controverse lorsqu'elle est rendue publique, et une commission dirigée par le Parti républicain à la Chambre des représentants porte des accusations criminelles contre Galbraith, le conseiller à la sécurité nationale Anthony Lake et d'autres fonctionnaires de l'administration Clinton devant le département de la Justice,,,. La commission spéciale enquête également sur la vie privée de Galbraith, découvrant qu'il avait fréquenté une journaliste américaine alors qu'il était célibataire à Zagreb.
Galbraith se trouve à Zagreb, la capitale de la Croatie, lorsque les forces serbes bombardent la ville les 2 et 3 mai 1995. L'un des missiles frappe à un pâté de maisons de l'ambassade américaine, dans le centre de Zagreb. Peu après l'attaque, lors de sa visite à l'hôpital pour enfants de Zagreb, Galbraith déclare : « L'hôpital pour enfants a été attaqué. Le théâtre a été attaqué. Quatre cents enfants se trouvent dans le sous-sol de cet hôpital. Ils ont été mis en danger par une attaque intentionnelle contre cette ville. Le seul mot pour décrire cela est : barbare »,.
En 1995, lorsque des dizaines de milliers de réfugiés serbes ont été attaqués alors qu'ils fuyaient vers la Yougoslavie, Galbraith se joint à un convoi pour protéger les réfugiés, montant sur un tracteur pour envoyer un message de soutien américain, ce qui lui a valu des critiques de la part des médias et des responsables locaux de Croatie,.

### Timor oriental
De janvier 2000 à août 2001, Galbraith est directeur des affaires politiques, constitutionnelles et électorales pour l'Administration transitoire des Nations unies au Timor oriental (ATNUTO). Il est également membre du cabinet chargé des affaires politiques et de la mer de Timor au sein du premier gouvernement de transition du Timor oriental. À ce titre, il conçoit le premier gouvernement intérimaire du territoire et le processus de rédaction de la constitution permanente du Timor oriental.
Au cours de son mandat, Galbraith mène des négociations fructueuses avec l'Australie afin d'élaborer un nouveau traité régissant l'exploitation du pétrole et du gaz dans la mer de Timor. Le traité de la mer de Timor qui en résulte donne au Timor oriental la prépondérance du contrôle des ressources pétrolières et gazières et 90 % du pétrole, une part « extrêmement favorable ». En vertu du précédent traité de Timor Gap, considéré comme illégal par le Timor oriental et les Nations unies, l'Indonésie et l'Australie ont contrôlé conjointement les ressources et partagé les revenus à parts égales. Selon l'ambassadrice des États-Unis auprès des Nations unies Samantha Power, « Galbraith a obtenu un accord par lequel les Timorais et les Australiens créeraient une zone commune de développement pétrolier dont les Timorais recevraient 90 % des revenus et les Australiens 10 %, une amélioration spectaculaire par rapport à l'injuste répartition 50-50 qui prévalait avant les négociations de l'ONU. [...] Les négociations menées par Galbraith quadrupleraient la quantité de pétrole disponible à la vente pour le Timor oriental ». Il s'agit de la première fois que les Nations unies négocient un traité bilatéral au nom d'un État.
Galbraith dirige également l'équipe de négociation de l'ATNUTO/Timor oriental pendant les dix-huit mois de négociations avec l'Indonésie visant à normaliser les relations et à résoudre les problèmes découlant de la fin de l'occupation indonésienne. En tant que membre du cabinet, il rédige les règlements qui ont créé les parcs nationaux du Timor oriental et la loi sur les espèces menacées.

### Participation au processus constitutionnel irakien
De 2003 à 2005, l'Irak est impliquée dans un certain nombre de négociations visant à rédiger une constitution provisoire, puis une constitution permanente. Dans ce contexte, Galbraith conseille à la fois le Parti démocratique du Kurdistan (PDK) et l'Union patriotique du Kurdistan (UPK), les deux principaux partis kurdes d'Irak, notamment en vue de favoriser l'émergence d'un État fortement décentralisé. Galbraith écrit plus tard qu'il a exhorté les dirigeants kurdes à adopter une position plus forte dans les négociations, suggérant que « la Constitution devrait stipuler que la Constitution du Kurdistan, et les lois adoptées conformément à la Constitution, est la loi suprême du Kurdistan ». Galbraith écrit plus tard que ses idées sur le fédéralisme « sont finalement devenues la base des propositions du Kurdistan pour une constitution irakienne.
Galbraith est favorable à l'indépendance - légale ou de facto - de la région nord de l'Irak connue sous le nom de Kurdistan irakien. Galbraith affirme que l'Irak est divisée en trois parties (kurde, arabe chiite et arabe sunnite), qu'il n'y a aucune possibilité d'unir le pays et que la « principale erreur » des États-Unis en Irak a été de tenter de maintenir l'Irak en tant qu'entité unique Il plaide en faveur d'une « partition » de l'Irak en trois parties pour refléter cette situation, écrivant : « Regardons les choses en face : la partition est un meilleur résultat qu'une guerre civile entre sunnites et chiites »,. En dehors du Kurdistan, qui est favorable à sa propre indépendance, ces idées sont considérées comme offensantes pour le sentiment nationaliste de nombreux Irakiens.

#### Controverse sur le pétrole
Après avoir quitté le gouvernement américain en 2003, Galbraith crée une société de conseil qui fournit des services de négociation et d'autres services à des clients gouvernementaux et à des entreprises.
En 2009, une enquête du journal norvégien Dagens Næringsliv révèle que Galbraith a reçu une importante participation financière dans DNO, une compagnie pétrolière norvégienne engagée dans l'exploration des réserves de pétrole dans la région du Kurdistan irakien, au printemps 2004. Grâce à Galbraith, les Kurdes ont obtenu des dispositions lors des négociations constitutionnelles qui leur donnaient le contrôle des revenus pétroliers kurdes, faisant grimper la valeur de la participation de Galbraith au sein de DNO. Au moment des négociations, Galbraith s'était présenté comme un conseiller non rémunéré des Kurdes, ne faisant que de vagues références à des intérêts commerciaux dans la région.
Les responsables irakiens expriment leur inquiétude face à ces révélations, suggérant qu'elles pourraient avoir compromis le processus de rédaction de la constitution. Feisal al-Istrabadi (en), l'un des principaux auteurs de la constitution provisoire irakienne après la guerre d'Irak, déclare qu'il est « sans voix » qu'une compagnie pétrolière ait reçu ce qu'il décrit comme « un représentant dans la salle, en train de rédiger » la Constitution. Abdul-Hadi al-Hassani, vice-président du Comité du pétrole et du gaz au sein du Conseil des représentants irakien, déclare que l'ingérence de Galbraith « n'est pas justifiée, illégale et injuste, en particulier parce qu'il est impliqué dans une entreprise où ses intérêts financiers ont été fusionnés avec l'intérêt politique ». Reidar Visser, chercheur à l'Institut norvégien des affaires internationales (en), déclare qu'il est « tout à fait scandaleux » que Galbraith ait reçu des paiements d'une compagnie pétrolière tout en participation à des sessions de négociation de haut niveau.
Galbraith a répondu que, parce qu'il avait quitté le gouvernement américain au moment de la rédaction de la constitution, il agissait en tant que simple citoyen, dans un rôle de simple conseiller (et non de négociateur), sans pouvoir imposer une disposition particulière. Il a fait remarquer qu'il avait soutenu l'indépendance du Kurdistan bien avant de recevoir une participation dans DNO, et que les responsables kurdes qui avaient demandé son avis étaient au courant de sa participation financière, concluant : « Ainsi, bien que j'ai pu avoir des intérêts, je ne vois pas de conflit »,.
En 2010, le New York Times rapporte que Galbraith et un autre investisseur avaient reçu ensemble entre 55 et 75 millions de dollars pour leur participation dans DNO. Le directeur de campagne du candidat au poste de gouverneur du Vermont en 2016 a contesté ces chiffres, les jugeant trop élevés.

### Envoyé des Nations unies en Afghanistan
Galbraith, considéré comme un proche de Richard Holbrooke, le représentant spécial des États-Unis en Afghanistan, est nommé représentant spécial adjoint des Nations unies pour l'Afghanistan le 25 mars 2009 mais il quitte brusquement le pays à la mi-septembre 2009 à la demande du représentant spécial des Nations unies en Afghanistan Kai Eide (en) à la suite d'un différend sur la gestion des fraudes signalées lors des élections présidentielles afghanes. Le 30 septembre, l'ONU annonce qu'il ait démis de ses fonctions par le secrétaire général Ban Ki-moon.
En réponse à son licenciement, Galbraith déclare au Times : « Je n'étais pasp rêt à me rendre complice d'une dissimulation ou d'un effort visant à minimiser la fraude qui a eu lieu. J'estimais que nous devions affronter franchement la fraude qui avait eu lieu. Kai a minimisé la fraude »,. Lorsque Eide annonce son départ en décembre 2009, il ne le fait pas de son plein gré, selon Galbraith, bien que Eide ait affirmé qu'il s'agissait d'un départ volontaire.
En décembre 2009, Kai Eide et Vijay Nambiar (en) ont accusé Galbraith d'avoir proposé d'impliquer la Maison-Blanche dans un plan visant à forcer le président afghan, Hamid Karzai, à démissionner et à installer une personnalité plus favorable à l'Occident à la présidence de l'Afghanistan. D'après les rapports sur le plan, qui n'a jamais été réalisé, le nouveau gouvernement devait être dirigé par Ashraf Ghani, ou par l'ancien ministre de l'Intérieur Ali Ahmad Jalali. Le mandat de Karzai expire le 21 mai 2009 et la Cour suprême, dans une décision controversée, le prolonge jusqu'au scrutin du 20 août 2009. Galbraith nie catégoriquement l'existence d'un plan visant à évincer Karzai. Il déclare que lui et son équipe avaient simplement eu des discussions internes sur ce qu'il convenait de faire si le second tour de l'élection présidentielle était retardé jusqu'en mai 2010 en raison des problèmes de fraude et d'autres questions. Le maintien en fonction de Karzai une année entière après la fin de son mandat aurait été inconstitutionnel et inacceptable par l'opposition afghane. Galbraith a expliqué que les discussions internes visaient à éviter une crise constitutionnelle, que toute solution aurait nécessité le consentement de Karzai et de l'opposition, et que l'implication de l'ONU était conforme à son rôle de bons offices. Il a noté que Kai Eide, son principal accusateur, a proposé de remplacer Karzai par un gouvernement intérimaire un mois plus tard, lors d'une réunion avec des diplomates étrangers à Kaboul.
Les Nations unies ont annoncé que Galbraith avait entamé une action en justice contre elles à propos de son licenciement. Elles disposent d'un système de justice interne qui permet d'introduire de telles contestations. Martin Nesirky, porte-parole du secrétaire général de l'ONU Ban Ki-moon, déclare que la raison pour laquelle Galbraith « a été licencié est que le secrétaire général a déterminé qu'une telle action serait dans l'intérêt de l'organisation ».

### Actions humanitaires

#### Réunification des familles yazidies
Le 3 mars 2021, Peter Galbraith négocie avec succès la réunion des enfants nés de jeunes femmes yazidies qui avaient été enlevées par l'État islamique en 2014 et utilisées comme esclaves sexuelles (Sabbaya). Après la chute du dernier bastion de l'EI à Barghouz en 2019, les femmes et les enfants yazidis ont été transférés au camp d'al-Hol avec les femmes et les enfants de l'EI. La Maison des Yazidies, une ONG yazidie, a cherché les femmes yazidies dans les camps. Une fois trouvées, la Maison des Yazidies a emmené les enfants nés des hommes de l'EI et a renvoyé les femmes en Irak. Les enfants ont été confiés à un orphelinat dans le nord-est de la Syrie. Bien qu'on leur ait promis un droit de visite, les mères n'ont eu aucun contact avec leurs enfants et n'ont pas pu obtenir l'aide des Nations unies ou des ONG. Galbraith a négocié les retrouvailles avec les autorités kurdes en Irak et en Syrie et a escorté les mères en Syrie où elles ont vu leurs enfants pour la première fois depuis deux ans. Après que Galbraith ait signé pour les enfants, ils sont allés avec leurs mères au Kurdistan irakien dans l'attente d'être réinstallés dans un pays tiers. Finalement, Galbraith a réuni 26 enfants et 17 mères.

#### Sauvetage d'Amina Bradley
Galbraith organise le sauvetage, le 17 juillet 2021, d'Amina Bradley, une orpheline américaine qui avait été cachée par des femmes radicalisées de l'EI dans le camp de Roj, dans le nord-est de la Syrie. La mère d'Amina, Ariel Bradley, avait emmené l'enfant en Syrie lorsqu'elle a rejoint l'État islamique. Ariel Bradley, qui a grandi en tant que chrétienne évangélique à Chattanooga, dans le Tennessee, avant de se convertir à l'islam, est morte lors d'une frappe aérienne de la coalition en 2018.

### Carrière politique

#### Commentateur politique
Galbraith a rédigé des articles d'opinion sur des questions telles que les développements politiques en Irak et en Afghanistan, pour des publications telles que The New York Times, The Washington Post, Los Angeles Times, The Guardian, The Independent et The New York Review of Books. En ce qui concerne l'Irak, il a affirmé que « la guerre civile et l'éclatement de l'Irak sont des conséquences plus probables [de l'invasion de l'Irak] qu'une transition réussie vers une démocratie pluraliste de type occidental ». Il a également affirmé que l'Administration Bush « a placé les États-Unis du côté des Irakiens non démocratiques qui sont les alliés de l'Iran ». À propos de l'élection présidentielle afghane de 2009, il a écrit dans le New York Times que « si le second tour des élections présidentielles afghanes [...} est une répétition du premier tour entaché de fraudes, ce sera catastrophique pour ce pays et pour la mission militaire alliée qui lutte contre les talibans et Al-Qaïda ». Après l'annulation du second tour de l'élection, il a écrit que « la décision de la Commission électorale indépendante (CEI) d'annuler le second tour et de déclarer le président sortant, Hamid Karzai, vainqueur, conclut un processus qui a sapé la démocratie naissante en Afghanistan ».
Le chroniqueur conservateur du New York Times David Brooks a qualifié Galbraith de critique « le plus intelligent et le plus dévastateur » des politiques du président George W. Bush en Irak.
Après que les intérêts de Galbraith dans le pétrole irakien ont été rendus publics, le New York Times a écrit que « comme d'autres rédacteurs de la page d'opinion, Galbraith a signé un contrat qui l'oblige à divulguer ses intérêts financiers dans les sujets de ses articles. Si les rédacteurs avaient eu connaissance des intérêts financiers de Galbraith, la page Op-Ed aurait insisté sur la divulgation ou n'aurait pas publié ses articles ». Entretemps, la New York Review of Books a écrit qu'« elle regrettait de ne pas avoir été informée de l'implication financière de M. Galbraith dans les affaires concernant le pétrole kurde. Si nous l'avions su, nous aurions voulu qu'il en soit fait état lors de la publication de ses articles ». Dans sa réponse, Galbraith défend son implication dans le processus constitutionnel en tant que conseiller informel, mais s'excuse de ne pas avoir mieux divulgué ses intérêts en tant que commentateur.

#### Politique du Vermont
Galbraith a été président du Parti démocrate du Vermont (en) de 1977 à 1979.
En 1998, Galbraith fait brièvement campagne pour l'investiture démocrate pour un siège à la Chambre des représentants des États-Unis pour le Massachusetts, alors occupé par le représentant sortant Joseph P. Kennedy II et précédemment occupé par Tip O'Neill et John F. Kennedy,,.
En 2008, Galbraith déclare à la Vermont Public Radio qu'il envisage de se présenter au poste de gouverneur du Vermont, mais il annonce plus tard qu'il ne se présentera pas et soutient l'ancien House Speaker (en) Gaye Symington (en).
Il est Senior Diplomatic Fellow et président du conseil d'administration du Center for Arms Control and Non-Proliferation, l'organe de recherche du Council for a Livable World (en).
Le 2 novembre 2010, Galbraith est élu au Sénat de l'État du Vermont, pour le comté de Windham, sous l'étiquette démocrate (en), et est réélu en 2012. En 2011, Galbraith initie une législation visant à interdire la fracturation hydraulique (fracking), faisant du Vermont le premier État du pays à interdire la fracturation,. En 2014, il présente un projet de loi visant à financer le régime de soins de santé à payeur unique du Vermont, la loi 48, qui n'a finalement pas été adoptée.
Parmi ses collègues au Sénat, il a acquis la réputation de parler longuement et d'introduire des amendements à presque tous les projets de loi, et il a eu du mal à se faire des alliés politiques. Selon le Vermont Senate Journal, Galbraith a proposé des amendements visant à augmenter le salaire minimum à 12 dollars de l'heure, à interdire les contributions des entreprises aux campagnes électorales, à empêcher les personnes fortunées de se soustraire aux limites de financement des campagnes électorales, à supprimer un crédit de 5 millions de dollars pour IBM, à étendre la bottle bill (en) du Vermont aux boissnons non gazéifiées. Les députés ont également décidé de créer une option publique subventionnée dans le cadre du programme d'échange Vermont Health Connect, de protéger de grandes étendues de forêt sans route contre le développement et de restituer 21 millions de dollars aux contribuables dans le cadre de la fusion entre GMP et CVPS (en). Les détracteurs de Galbraith disent qu'il ne s'adapte pas bien à la culture du Sénat du Vermont et l'ont décrit comme « abrasif » et « arrogant », mais d'autres membres du Sénat ont loué son intelligence, sa clarté d'esprit et son anticonformisme. Le gouverneur Peter Shumlin le décrit comme « incroyablement éloquent, brillant et compétent ». Galbraith ne s'est pas présenté pour un troisième mandat en 2014, invoquant son désir de se concentrer sur sa carrière dans la diplomatie internationale.

#### Candidat au poste de gouverneur
Galbraith annonce en mars 2016 qu'il sera candidat à l'investiture démocrate pour le poste de Gouverneur du Vermont en 2016. Galbraith se présente avec un programme « résolument progressiste » et « non conventionnel » qui comprend l'augmentation du salaire minimum, éventuellement jusqu'à 15 dollars de l'heure, la mise en place d'un système de santé universel ou de soins de santé primaires universels, l'interdiction du financement des campagnes électorales par les entreprises, un moratoire sur les nouvelles éoliennes industrielles et l'élimination des avantages fiscaux accordés aux « intérêts particuliers »,. Galbraith soutient le contrôle universel des antécédents (en) pour les ventes d'armes à feu dans le Vermont et appelle à l'interdiction des armes d'assaut (en).
Galbraith est arrivé en troisième position lors des primaires, derrière Matt Dunne (en) et la gagnante Sue Minter (en), que Galbraith soutient. Malgré ce résultat, il estime que sa campagne a permis d'introduire dans la course des débats politiques de fond, notamment sur la question du système de santé à payeur unique.

## Vie personnelle
Galbraith a un enfant avec sa première femme, Anne O'Leary, et deux enfants avec sa seconde femme, Tone Bringa,.
Galbraith était un bon ami de Benazir Bhutto, Premier ministre pakistanaise élue à deux reprises, depuis l'époque où ils étudiaient ensemble à Harvard et Oxford ; il a joué un rôle déterminant dans la libération de Bhutto de la prison pakistanaise où il était incarcéré pour un traitement médical à l'étranger pendant la dictature militaire du général Muhammad Zia-ul-Haq
Galbraith parle anglais, allemand, russe, français, croate et dari.

## Publications
- Galbraith, Peter (2006), The End of Iraq: How American Incompetence Created a War without End; Simon and Schuster.  (ISBN 0-7432-9423-8)
- Galbraith, Peter W. (2008), Unintended Consequences: How War in Iraq Strengthened America's Enemies; Simon & Schuster.  (ISBN 1-4165-6225-7)